# Конгресс национальных общин Украины
Конгресс национальных общин Украины — всеукраинская неправительственная общественная организация.

## История
Конгресс был создан в 2002 году.
Объединяет национальные общества Украины — армянское, болгарское, венгерское, еврейское, литовское, польское, румынское, эстонское, молдавское, немецкое, татарское, ромское. С Конгрессом постоянно сотрудничают общественные организации крымских татар, греков, русских.

## Руководство
Сопрезиденты Конгресса: Станислав Костецкий — председатель Союза поляков Украины и Георгий Мозер — председатель Союза немцев Украины.
Исполнительный вице-президент — председатель Ассоциации еврейских организаций и общин (Ваад) Украины Йосиф Зисельс.

## Деятельность
Конгресс проводит активную работу по интеграции национальных меньшинств Украины в украинское общество, организует конференции, круглые столы по проблемам национальных меньшинств, межнационального общения, национального образования, воспитания толерантности. Проводится мониторинг межнациональных, межконфессиональных отношений, состояния толерантности в обществе.
Конгресс издает газету на украинском языке «Форум наций», которая распространяется по всей территории Украины.
Среди важнейших проектов: проект по воспитанию толерантности подростков «Пространство толерантности», который включает детский лагерь «Истоки толерантности» и подростковые клубы толерантности в городах Киев, Мариуполь, Симферополь, Львов, Харьков, Хмельницкий, Кишинёв (Молдова) и Тбилиси (Грузия).